# Acide iodobenzoïque
L'acide iodobenzoïque est un composé aromatique de formule brute C7H5IO2. Il constitué d'un cycle benzénique substitué par un groupe carboxyle et un atome d'iode. Comme tous les benzènes disubstitués, il existe sous la forme de trois isomères, les composés ortho, méta et para, en fonction de la position relative de ces deux groupes sur le cycle.

## Propriétés
| Acide iodobenzoïque |                          |                         |                         |
| Nom                 | acide 2-iodobenzoïque    | acide 3-iodobenzoïque   | acide 4-iodobenzoïque   |
| Autre nom           | acide orthoiodobenzoïque | acide métaiodobenzoïque | acide paraiodobenzoïque |
| Représentation      |                          |                         |                         |
| Numéro CAS          | 88-67-5                  | 618-51-9                | 619-58-9                |
| PubChem             | 6941                     | 12060                   | 12085                   |
| Formule brute       | C7H5IO2                  | C7H5IO2                 | C7H5IO2                 |
| Masse molaire       | 248,02 g·mol−1           | 248,02 g·mol−1          | 248,02 g·mol−1          |
| État                | solide                   | solide                  | solide                  |
| Point de fusion     | 131 à 135 °C             | 185 à 187 °C            | 270 à 273 °C            |
| pKa                 | 2,86                     | 3,85                    | –                       |
| SGH                 | Attention                | -                       | Attention               |
| Phrase H et P       | H302, H315, H318 et H335 | -                       | H315, H332 et H335      |
| Phrase H et P       | P261 et P280             | -                       | P261                    |

## Synthèse
Les acides iodobenzoïques peuvent être synthétisés à partir des acides aminobenzoïques correspondants, par la réaction de Sandmeyer en présence d'iode.